# Rönnharun (söder om Strömsö, Raseborg)
Rönnharun är en ö i Finland. Den ligger i Finska viken och i kommunen Raseborg i den ekonomiska regionen  Raseborg i landskapet Nyland, i den södra delen av landet. Ön ligger omkring 72 kilometer väster om Helsingfors.
Öns area är 2,3 hektar och dess största längd är 290 meter i öst-västlig riktning. Ön höjer sig omkring 5 meter över havsytan.